# 완얀 실루
완안 석노(完顏石魯)는 완안 수가의 맏아들이다. 요나라의 완안부 태사(太師)로 임명되었다. 1135년 성양황제(成襄皇帝)로 추시되었다. 묘호는 소조(昭祖)이다. 1144년 안릉(安陵)에 안장되었다.

## 가족관계
- 황후 : 위순황후 도단씨(威順皇后 徒單氏, ? - ?)
  - 장남 : 금나라 추존 황제 경조 완안 오고내(景祖 完顏 烏古迺, ? - 1074, 재위 1021 - 1074)
  - 아들 : 완안 오고출(完顏 烏古出, ? - ?)
- 후비 : 달호말(逹胡末, ? - ?) : 오살찰부족(烏姓扎部人)
  - 아들 : 발흑(跋黑, ? - ?)
  - 아들 : 복리흑(僕里黑, ? - ?)
  - 아들 : 알리안(斡里安, ? - ?)
- 후비 : ?(? - ?) : 고려인(高麗人)
  - 아들 : 호실답(胡失答, ? - ?)

| 전 대 완안 수가 | 제5대 여진 추장 1005년 - 1021년 | 후 대 완안 오고내 |